# Túnel submarino Accio-Préveza
El Túnel submarino Accio-Préveza (en griego: Υποθαλάσσια σήραγγα Πρέβεζας - Ακτίου) es un túnel vehicular bajo el mar que a través de la boca del Golfo de Arta, en el oeste de Grecia. Vincula Epiro y la ciudad de Préveza en la costa norte del golfo con el cabo de Accio (Actium) en Aetolia-Acarnania, en Grecia central. Terminado en 2002, el túnel es una pieza importante de la infraestructura en una región previamente subdesarrollada, y en gran medida acorta la distancia de recorrido entre los dos lados del golfo, que anteriormente solo era posible en ferry. Es el primer y hasta ahora único túnel submarino en Grecia. 